# Ramaz Paliani
Ramaz Paliani (grúzul: რამაზ ფალიანი; oroszul: Рамаз Камуевич Палиани, Ramaz Kamujevics Paliani) (Mesztia, 1973. augusztus 24. –) grúz születésű ökölvívó.
Amatőr pályafutása során tagja volt az Egyesített Csapatnak, valamint Grúzia, Oroszország és Törökország válogatottjának is. Jelenleg az Amerikai Egyesült Államokban, Philadelphiában él.

## Amatőr eredményei
Az Egyesített Csapat tagjaként:
- 1992-ben bronzérmes az olimpián.

 grúz válogatottként:
- 1993-ban bronzérmes a világbajnokságon pehelysúlyban.
- 1993-ban ezüstérmes az Európa-bajnokságon pehelysúlyban.

 orosz válogatottként:
- 1996-ban Európa-bajnok pehelysúlyban.

 török válogatottként:
- 1998-ban Európa-bajnok pehelysúlyban.
- 1999-ben bronzérmes a világbajnokságon pehelysúlyban.
- 2000-ben Európa-bajnok pehelysúlyban.
- 2000-ben az olimpián a negyeddöntőben szoros pontozással (11–12) szenvedett vereséget a későbbi bajnok kazak Bekzat Szattarhanovtól, így nem szerzett érmet.
- 2001-ben világbajnok pehelysúlyban.

## Profi karrierje
Profiként könnyűsúlyban versenyzett. 16 mérkőzéséből 14-et nyert meg, 1-et vesztett el és 1 végződött döntetlenül.